# Януш Ісидор Заславський
Януш Ісидор Заславський (*1622—1649) — український князь часів Речі Посполитої.

## Життєпис
Походив з впливового магнатського роду Заславських гербу Баклай. Молодший син Олександра Заславського, воєводи брацлавського, та Евфрузини Острозької. Народився 1622 року в родинному замку Заславлі. Здобув домашню освіту. У 1628 році втратив матір, а 1629 року — батька, залишившись повним сиротою. Разом з іншим братом Костянтином Олександром отримав частину батьківських володінь, тоді як основну частину успадкував старший з братів Владислав Домінік. Опинився під управління опікунів на чолі зі стрийком Юрієм Заславським, які відправили Януша Ісидора до замойської академії. Від імені трьох братів заславських продовжили судовові позові проти Збаразьких, розпочатих ще Олександром Заславських, щодо брацлавських володінь родини Заславських, які були привласнені Збаразькими.
У 1631 році після смерті останнього із Збаразьких судовий процес перейшов проти Вишневецьких та Четвертинських, родичів останніх. Втім в це Януш-Ісидор не втручався. Він більше займався навчання в Замості та Кракові. До того ж значні кошти видялися зі скарбу Острозької ординації, оскільки спадку не вистачало.
Десь напочатку 1640-х років повернувся за Заславщину. Нічого невідомо про участь у військових діях проти козацького війська під час визвольної війни українського народу під проводом Богдана Хмельницького. 1648 році внаслідок поразок коронних військ та повстання у власних маєтностях перебрався до Варшави. Помер 1649 року, можливо під час епідемії чуми.